# Paralelo 45 norte
El paralelo 45 norte es un paralelo que está 45 grados al norte del plano ecuatorial de la Tierra.
Atraviesa Europa, Asia, el Océano Pacífico, América del Norte y el Océano Atlántico. El paralelo 45 norte es a menudo llamado el punto medio entre el ecuador y el Polo Norte, pero el verdadero punto medio está en realidad 16,2 kilómetros al norte del paralelo 45 porque la Tierra es ovalada, es decir, se abulta en el ecuador y se aplana en los polos.
A esta latitud el día dura 15 horas con 37 minutos en el solsticio de junio y 8 horas con 46 minutos en el solsticio de diciembre.

## Alrededor del mundo
Comenzando en el meridiano de Greenwich y tomando la dirección este, el paralelo 45° Norte pasa sucesivamente por:
| Coordenadas                       | País, territorio o mar | Notas |
| --------------------------------- | ---------------------- | --- |
| 45°0′N 0°0′E / 45.000, 0.000      | Francia                | Aquitania Mediodía-Pirineos Lemosín Auvernia Ródano-Alpes – pasando justo al sur de Grenoble Provenza-Alpes-Costa Azul |
| 45°0′N 6°44′E / 45.000, 6.733     | Italia                 | Piamonte – pasando justo al sur de Turín Lombardía - pasando por Voghera Emilia-Romagna – pasando justo al sur de Piacenza Lombardía Véneto – pasando justo al sur de Rovigo |
| 45°0′N 12°27′E / 45.000, 12.450   | Mar Adriático          | Golfo de Venecia |
| 45°0′N 13°44′E / 45.000, 13.733   | Croacia                | Península de Istria, islas de Cres y Krk, y el continente de nuevo |
| 45°0′N 15°46′E / 45.000, 15.767   | Bosnia y Herzegovina   | |
| 45°0′N 18°44′E / 45.000, 18.733   | Croacia                | |
| 45°0′N 19°6′E / 45.000, 19.100    | Serbia                 | Pasando por el centro de Ruma Pasando a través del límite norte de Stara Pazova, 30 km al noroeste de Belgrado |
| 45°0′N 21°24′E / 45.000, 21.400   | Rumania                | Pasando justo al norte de Ploieşti y al sur de Târgu Jiu |
| 45°0′N 29°39′E / 45.000, 29.650   | Mar Negro              | |
| 45°0′N 33°36′E / 45.000, 33.600   | Ucrania                | Crimea (reclamado y controlado por Rusia) – pasando justo al norte de Simferopol, y al sur de Feodosiya |
| 45°0′N 35°24′E / 45.000, 35.400   | Mar Negro              | |
| 45°0′N 37°13′E / 45.000, 37.217   | Rusia                  | Pasando justo al sur de Krasnodar y de Stávropol |
| 45°0′N 47°15′E / 45.000, 47.250   | Mar Caspio             | |
| 45°0′N 51°4′E / 45.000, 51.067    | Kazajistán             | Provincia de Mangystau |
| 45°0′N 56°0′E / 45.000, 56.000    | Uzbekistán             | Karakalpakstan (república autónoma) – incluyendo Vozrozhdeniya Island en el Mar de Aral |
| 45°0′N 59°50′E / 45.000, 59.833   | Kazajistán             | Kyzylorda Province South Kazakhstan Province Zhambyl Province Almaty Province |
| 45°0′N 80°2′E / 45.000, 80.033    | China                  | Xinjiang |
| 45°0′N 93°13′E / 45.000, 93.217   | Mongolia               | Provincia de Govi-Altay Provincia de Bayankhongor Övörkhangai Dundgovi Dornogovi |
| 45°0′N 111°46′E / 45.000, 111.767 | China                  | Inner Mongolia |
| 45°0′N 112°31′E / 45.000, 112.517 | Mongolia               | Sükhbaatar Province |
| 45°0′N 114°7′E / 45.000, 114.117  | China                  | Inner Mongolia Jilin Heilongjiang |
| 45°0′N 131°30′E / 45.000, 131.500 | Rusia                  | Krai de Primorie |
| 45°0′N 136°37′E / 45.000, 136.617 | Mar del Japón          | Pasando justo al sur de Rishiri Island, Japón |
| 45°0′N 141°41′E / 45.000, 141.683 | Japón                  | Hokkaidō |
| 45°0′N 142°32′E / 45.000, 142.533 | Mar de Ojotsk          | |
| 45°0′N 147°31′E / 45.000, 147.517 | Islas Kuriles          | Isla de Iturup, administrada por Rusia, reclamada por Japón |
| 45°0′N 147°59′E / 45.000, 147.983 | Océano Pacífico        | |
| 45°0′N 124°1′O / 45.000, -124.017 | Estados Unidos         | Oregón Idaho Montana Límite entre Montana / Wyoming (aproximadamente) South Dakota Minnesota – pasando por Minneapolis Wisconsin – pasando por el punto 45x90 (lugar a medio camino entre el Polo Norte y el Ecuador, y a medio camino entre el Primer meridiano and the Meridiano 180) |
| 45°0′N 87°37′O / 45.000, -87.617  | Lago Míchigan          | Green Bay – aguas territoriales de Estados Unidos |
| 45°0′N 87°21′O / 45.000, -87.350  | Estados Unidos         | Wisconsin – Península de Door |
| 45°0′N 87°9′O / 45.000, -87.150   | Lago Míchigan          | Aguas territoriales de Estados Unidos |
| 45°0′N 86°9′O / 45.000, -86.150   | Estados Unidos         | Míchigan – Isla Manitou del Sur |
| 45°0′N 86°5′O / 45.000, -86.083   | Lago Míchigan          | Aguas territoriales de Estados Unidos |
| 45°0′N 85°46′O / 45.000, -85.767  | Estados Unidos         | Míchigan – Península de Leelanau (Condado de Leelanau) |
| 45°0′N 86°5′O / 45.000, -86.083   | Lago Míchigan          | Bahía Grand Traverse – aguas territoriales de los Estados Unidos |
| 45°0′N 85°47′O / 45.000, -85.783  | Estados Unidos         | Míchigan (Condado de Antrim, Condado de Otsego, Condado de Montmorency, y Condado de Alpena) |
| 45°0′N 83°26′O / 45.000, -83.433  | Lago Hurón             | Aguas territoriales de los Estados Unidos y Canadá |
| 45°0′N 81°27′O / 45.000, -81.450  | Canadá                 | Ontario – Península de Bruce |
| 45°0′N 81°11′O / 45.000, -81.183  | Lago Hurón             | Bahía Georgiana – Aguas territoriales de Canadá |
| 45°0′N 79°59′O / 45.000, -79.983  | Canadá                 | Ontario |
| 45°0′N 74°54′O / 45.000, -74.900  | Estados Unidos         | Estado de Nueva York – durante unos 10 km |
| 45°0′N 74°46′O / 45.000, -74.767  | Canadá                 | Ontario – Cornwall Island Quebec – pasando justo al norte de la frontera con Nueva York, Estados Unidos |
| 45°0′N 73°54′O / 45.000, -73.900  | Estados Unidos         | Nueva York – pasando justo al sur de la frontera con Quebec, Canadá · Vermont –pasando justo al sur de la frontera con Quebec, Canadá · New Hampshire · Maine |
| 45°0′N 67°4′O / 45.000, -67.067   | Bahía de Passamaquoddy | |
| 45°0′N 67°0′O / 45.000, -67.000   | Canadá                 | Isla Deer, Nuevo Brunswick |
| 45°0′N 66°57′O / 45.000, -66.950  | Bahía de Fundy         | Aguas territoriales de Canadá |
| 45°0′N 65°10′O / 45.000, -65.167  | Canadá                 | Nueva Escocia |
| 45°0′N 61°57′O / 45.000, -61.950  | Océano Atlántico       | |
| 45°0′N 1°12′O / 45.000, -1.200    | Francia                | Aquitania – pasando justo al norte de Burdeos |